# El Ocotito, Arcelia
El Ocotito är en ort i Mexiko.   Den ligger i kommunen Arcelia och delstaten Guerrero, i den södra delen av landet, 160 km sydväst om huvudstaden Mexico City. El Ocotito ligger 1 437 meter över havet och antalet invånare är 138.
Terrängen runt El Ocotito är lite bergig. Runt El Ocotito är det ganska glesbefolkat, med 38 invånare per kvadratkilometer. Närmaste större samhälle är San Felipe del Ocote, 11,4 km söder om El Ocotito. I omgivningarna runt El Ocotito växer huvudsakligen savannskog.